# Nousse
Nousse ist eine französische Gemeinde mit 249 Einwohnern (Stand 1. Januar 2022) im Département Landes in der Region Nouvelle-Aquitaine. Sie gehört zum Kanton Coteau de Chalosse und zum Arrondissement Dax. 
Sie grenzt im Nordwesten an Gamarde-les-Bains, im Norden an Poyanne, im Nordosten an Lourquen, im Südosten an Lahosse, im Süden an Baigts und im Südwesten an Montfort-en-Chalosse.

## Bevölkerungsentwicklung
| Jahr      | 1962 | 1968 | 1975 | 1982 | 1990 | 1999 | 2008 | 2017 |
| --------- | ---- | ---- | ---- | ---- | ---- | ---- | ---- | ---- |
| Einwohner | 234  | 220  | 205  | 216  | 219  | 226  | 268  | 244  |

## Sehenswürdigkeiten
- Haus Bastiat, seit 1987 Monument historique
- Kirche Saint-Étienne

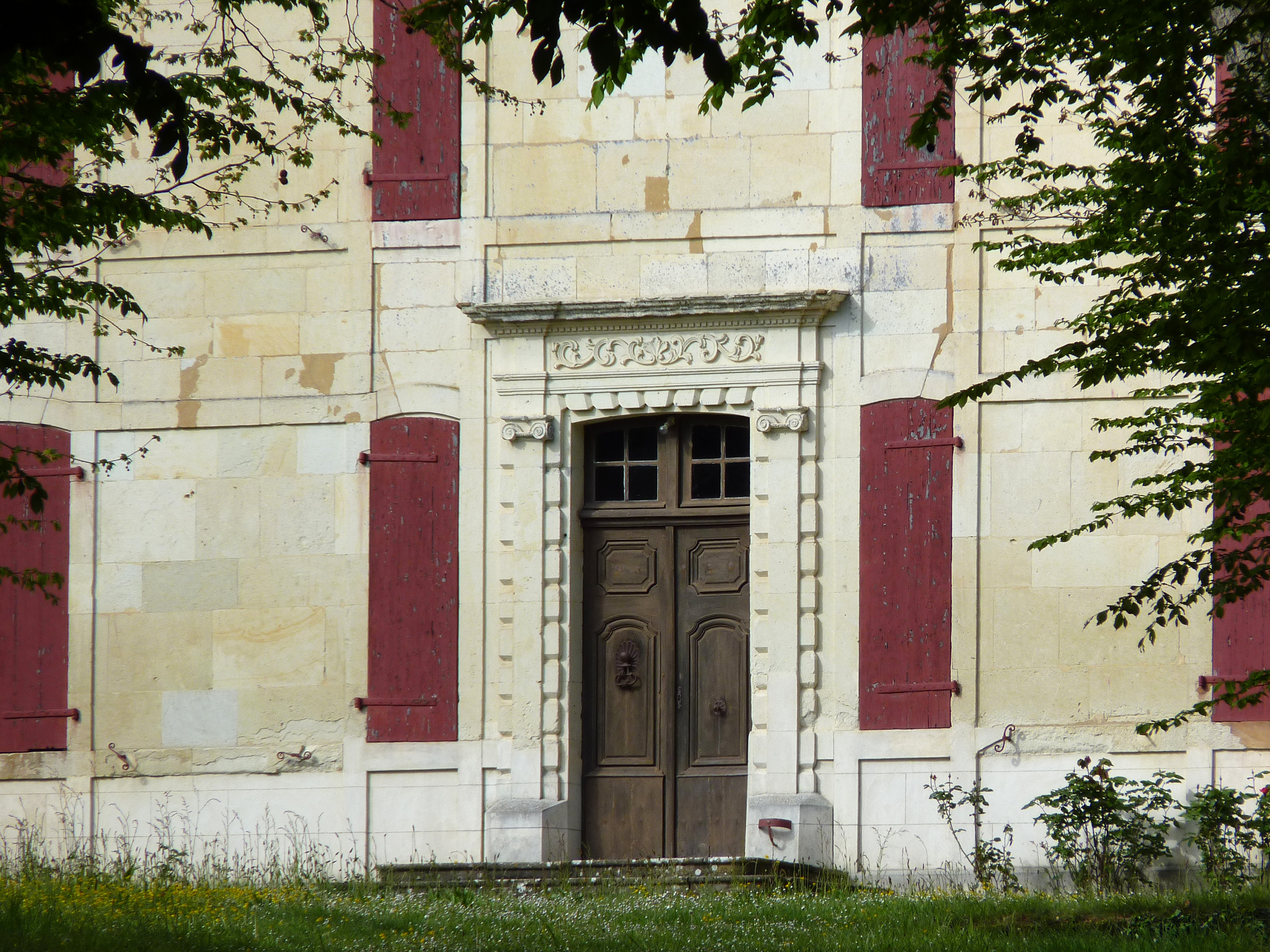
Das Haus Bastiat
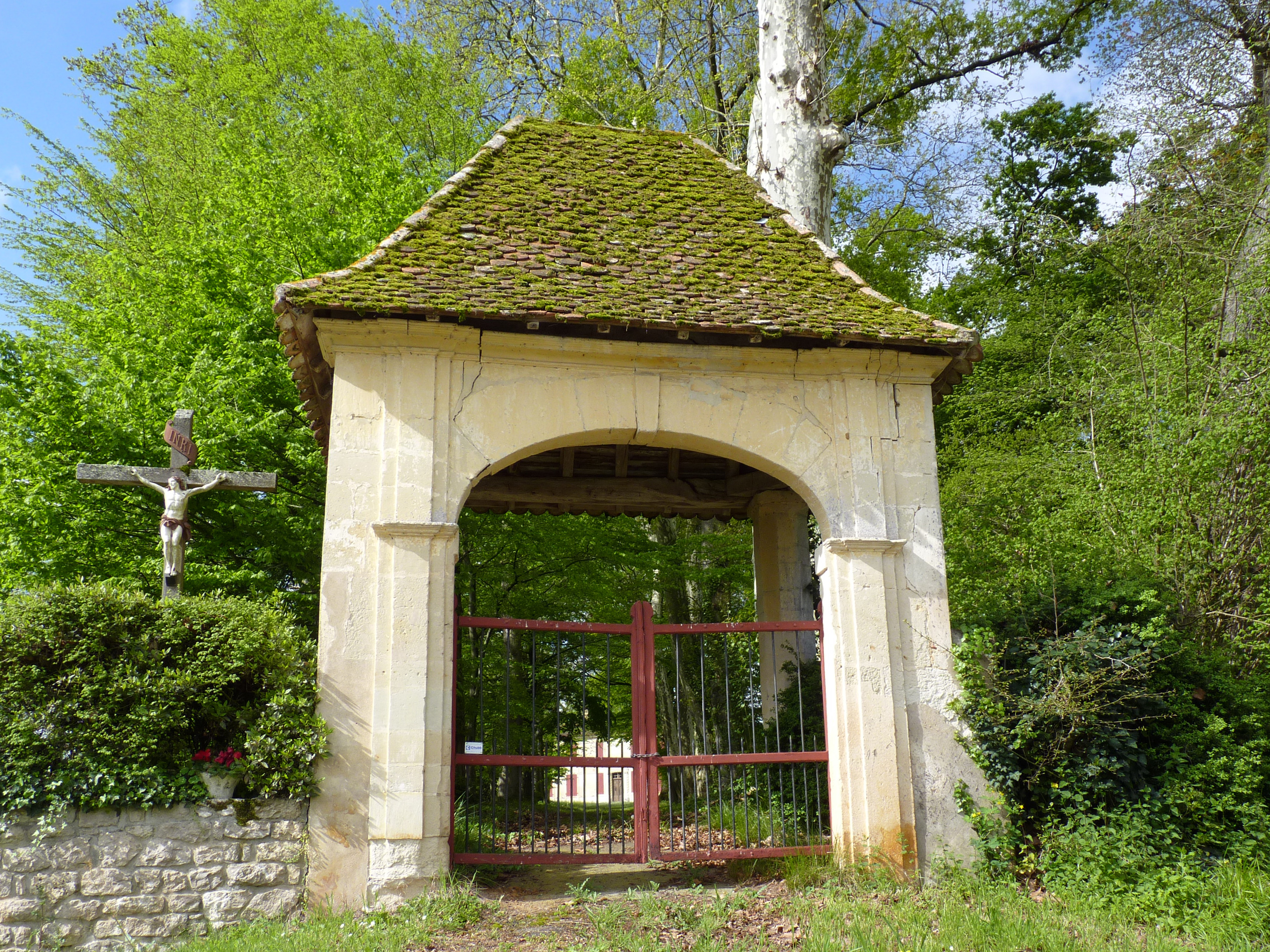
Der Eingang des Hauses Bastiat
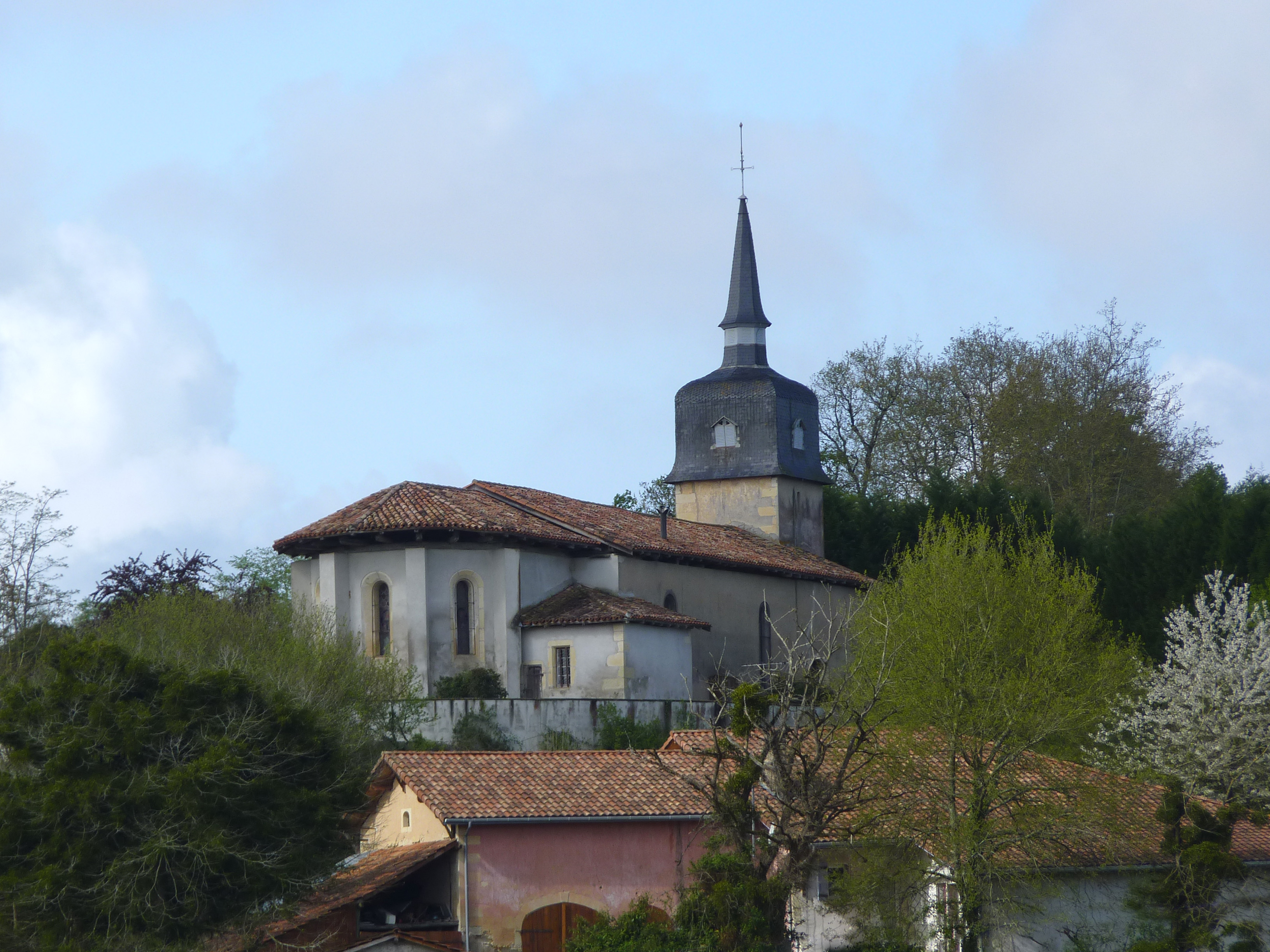
Kirche Saint-Étienne